# Swanzey
Swanzey är en kommun (town) i Cheshire County i delstaten New Hampshire i USA med 7 270 invånare (2020).